# 水沢紀子
水沢 紀子（みずさわ のりこ、1966年2月26日 - 2015年1月23日）は、日本のモデル活動を主とするマルチタレント。グラビアモデル、ファッションモデル、撮影会モデル、ネットアイドル、企業広告モデル、企業PV女優、ヘアメイクモデル、撮影会主催などを行っていた。

## 人物
オランダ出身。愛称は「のりぴい」、血液型はO型。新潟明訓高等学校を経て新潟大学卒業。公称サイズ（2014年時点）は身長152cm、体重47.8kg、BMI指数 22、スリーサイズは88 - 63 - 91 cm。英検2級、教員免許を持つ。趣味・特技は読書、飲酒、昼寝。
2009年9月に脳内出血で倒れ入院。以後もリハビリしながら仕事を続けていたが2015年1月23日に逝去。葬儀・告別式は同年1月29日に執り行われ、須山南との撮影会を予定していた1月31日に偲ぶ会が行われた。

## 出演

### テレビ
- 天才たけしの元気が出るテレビ
- まっ昼ま王!!・濡れてにアワー!!（テレビ朝日、1994年）
- 上岡龍太郎の金印（テレビ朝日、1996年）
- ダチョーン倶楽部 （テレビ朝日、1994年）レギュラー出演
- 出動!ミニスカポリス（テレビ東京、1998年）

### DVD
- 「アンダーザユニフォーム」小原譲製作
- 「ラブリーランジェリー」小原譲製作
- 「紀子の秘密の隠れ家」オフィスデジタルフォト製作
- 「紀子のHip＆Legs」2013年6月30日 オフィスデジタルフォト製作
- 「紀子のHip＆Legs2」2013年11月 オフィスデジタルフォト製作
- 「紀子のTravelBook2南房総編」2014年6月 オフィスデジタルフォト製作

### オリジナルビデオ
- 「コスチュームバラエティ」
- 「ごんたくれ」

### 雑誌
- 「週刊女性」1994年6/21号、1995年広告、2003年9/2号メイクページ
- 「レタスクラブ」1994年ヘアメイクページ
- 「微笑」1995年7/29号ファッションページ
- 「月刊クリーム」1995年4月号グラビア
- 「カメラ天国」1995年5月号グラビア
- 「ギャルズディー」1996年6月号グラビア、2002年4月号グラビア
- 「ベッピンスクール」1997年4月号グラビア、2002年7月号グラビア
- 「アサヒ芸能」1997年グラビア
- 「週刊大衆」1997年グラビア、1998年グラビア、2002年インタビュー
- 「女性自身」1997年広告、2001年ファッションスナップ
- 「ビューティー&ヘルス」（主婦の友社）1996年ヘアメイクページモデル
- 「主婦の友」1998年ヘアメイクページ
- 「月刊SAY」1998年3月号ファッションページ
- 「おはよう奥さん」2000年5月号ファッションページ
- 「フォーリーフ」（東武鉄道）2000年12月号レポーター
- 「SPARK」（コアマガジン社）2005年5月号下着カタログ、2005年6月号下着カタログ、2005年7月号水着カタログ
- 「おとなの特選街」1998年グラビア、2002年1月号グラビア、2005年5月号インタビュー
- 「かづきれいこのミラクルメイク」（主婦と生活社）2004年ヘアメイクモデル
- 「エキスクラブ」（コアマガジン社）2002年4月号表紙
- 「本当にあった人妻の浮気話」2005年7月号
- その他「アサヒ芸能エンタメ」「週刊実話」「マガジンban！」など

### 執筆活動
- 「週刊大衆」2001年9/3号
- 「裏モノの本」、「裏モノjapan」、「好奇心ブック」など
- 「週刊ポスト」2006年～
- 電子書籍「のりたま日記」2013年11月20日発売

### 写真集
- 「紀子のランジェリーブック」2005年
- 「紀子のサマーブック」2005年
- 「紀子からの贈り物」2005年
- 「紀子の休日」2006年
- 「紀子のセクシーコスチューム」2006年
- 「紀子のランジェリードリーム」2007年
- 「紀子のウィンターブック」2007年
- 「紀子のスタイルブック／春編」2008年
- 「紀子のスタイルブック／秋☆冬編」2008年
- 「紀子のトラベルブック/伊豆編」2009年
- 「紀子のnight＆day」2009年
- 「紀子のランジェリーコレクション」2010年
- 「紀子の秘密の隠れ家」2010年
- 「紀子のErotica Part-1」2011年
- 「紀子のErotica Part-2」2011年
- 「紀子のErotica Part-3」2012年
- 「紀子のErotica Part-4」2012年11月
- 「紀子のHip＆Legs」2013年6月
- 「紀子のHip＆Legs2」2013年11月
- 「紀子の秘密の撮影会」2013年12月
- 「紀子のTravelBook2南房総編」2014年6月
- 「紀子のボディコンクラブ」2014年11月17日発売

### インタビュー
- 日刊ゲンダイ2010年5月17日号
- 漫画実話ナックルズ2010年6月号
- サンスポ.COM
- 週刊大衆、大人の特選街その他
- 実話ナックルズ2012年8月号
- 怪しい仕事の裏世界　2012年9月10日発売号
- ドカント2013年3月号
- 特選小説2013年9月号
- まんがネオン街の悪人2013年12月20日発売号
- 週刊アサヒ芸能2014年3月
- ミリオン出版レベル9 2014年10月19日発売号

### 企業広告
- ファッションコーディネート・カラーコーディネート ラグナ